# Rodenbach (Nadrenia-Palatynat)
Rodenbach – miejscowość i gmina w Niemczech, w kraju związkowym Nadrenia-Palatynat, w powiecie Kaiserslautern, wchodzi w skład gminy związkowej Weilerbach.